# Rómulo Manuel de Mora
Rómulo Manual de Mora y González (1883-post. 1927) fue un ingeniero, periodista y escritor español.

## Biografía
Nació el 7 de julio de 1883 en Huelva, hijo de Eduardo de Mora y María Josefa González.
Literato, ingeniero electricista y periodista, hizo sus primeros estudios en la Escuela de Artes e Industrias de Madrid e ingresó como perito electricista en los ferrocarriles de Madrid, Cáceres y Portugal. Obtuvo licencia para ampliar sus estudios en los Estados Unidos y, logrado el título de ingeniero electricista en la Escuela de Louisville, ingresó, como inspector técnico en la Western Electric Company.
A los dos años abandonó la profesión para dedicarse al periodismo colaborando en la Gaceta de los Caminos de Hierro, en La Energía Eléctrica y en El Levante, de España, y en El Comercio, Dunn’s International Review, Industrias e Invenciones, American Gentleman, Pictorial Review y otras publicaciones de Norteamérica, especialmente en el Heraldo Americano, del que fue subdirector algún tiempo. Fue director en Nueva York de la edición española de Pictorial Review.
También cultivó la literatura. Además de numerosas crónicas, cuentos, algunos libros en inglés como Road to success y Successful men y hasta algunas comedias, publicó Como Laura (novela dialogada), Las deudas de un errante (viajes y cuentos), Florida (novelas cortas) y Los cauces (novela).
No se sabe más de él a partir de 1927.